# Gliniec (potok)
Gliniec – strumień w północno-zachodniej Polsce, prawy dopływ Słonecznego Potoku. Płynie przez południową część Puszczy Bukowej w województwie zachodniopomorskim. 
Gliniec wypływa z zabagnionego obniżenia terenu na zachód od Glinieckiego Bruku przepływa przez ogród dendrologiczny w Glinnej i w nim uchodzi do Słonecznego Potoku.